# 야간열차

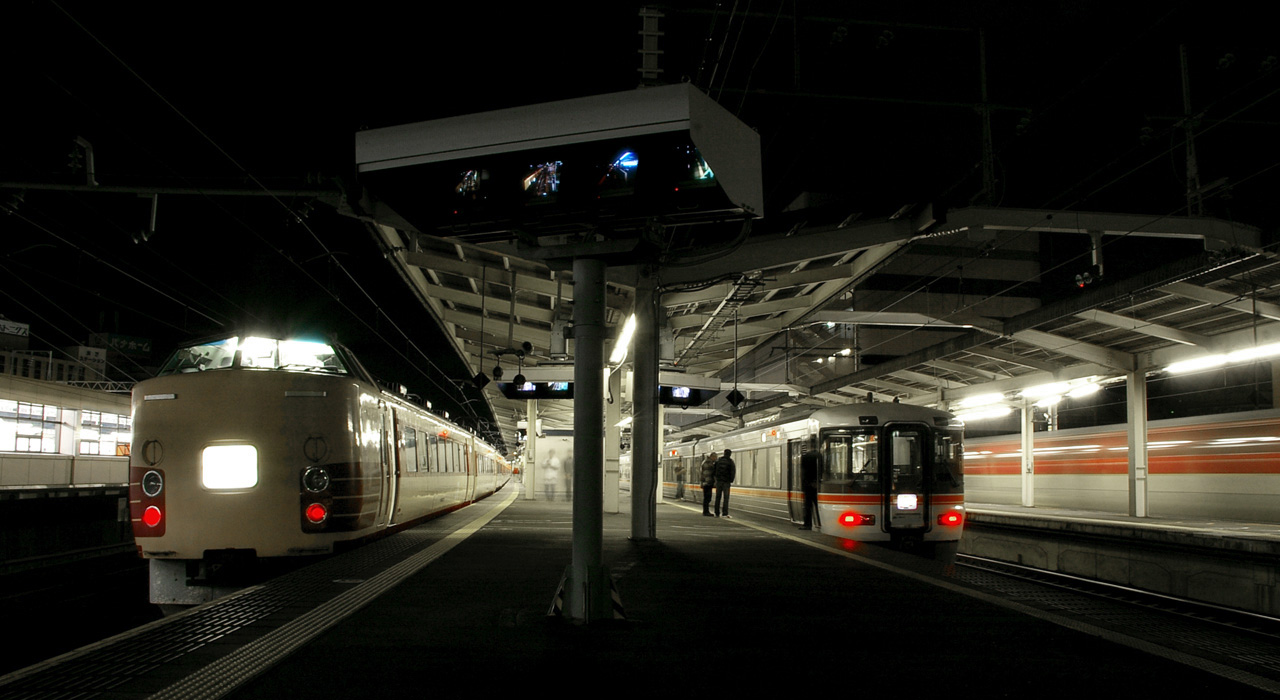
하마마쓰역에 정차한 야간열차

야간열차(夜間列車)는 야간부터 다음날 아침 이후에 걸쳐 운행하는 여객 열차이다. 특징상, 장거리 열차인 경우가 많다. 또한 야간 열차 중 자는 것을 목적으로 하는 것은 침대 열차라고 불린다.

## 나라별 야간열차

### 미국
미국은 국토가 크기 때문에 장거리 열차의 대부분은 야간 열차이다. 예전에는 대량의 야간 열차가 운행되고 있었지만, 현재는 국내 이동의 주류가 비행기로 사용되고 있기 때문에 수가 많이 줄었다.
미국에는 여러 철도 회사가 존재하지만, 야간 열차는 암트랙이 운행한다. 야간 열차는 매일 또는 주 3일 운행되며, 야간열차의 종류는 코스트 스타라이트, 선셋 리미티드 등 다양하다.